# Japan Open Tennis Championships 2005
Il Japan Open Tennis Championships 2005 è stato un torneo di tennis giocato sul cemento.
È stata la 33ª edizione dell'evento, che fa parte dell'International Series Gold nell'ambito dell'ATP Tour 2005 e della categoria Tier III nell'ambito del WTA Tour 2005. Si è giocato all'Ariake Coliseum di Tokyo, in Giappone, dal 3 al 9 ottobre 2005.

## Campioni

### Singolare maschile
Wesley Moodie ha battuto in finale  Mario Ančić con il punteggio di 1–6, 7–6(7), 6–4

### Singolare femminile
Nicole Vaidišová ha vinto la finale contro  Tatiana Golovin per ritiro di quest'ultima sul punteggio di 7–6(4), 3-2.

### Doppio maschile
Satoshi Iwabuchi /  Takao Suzuki hanno battuto in finale  Simon Aspelin /  Todd Perry con il punteggio di 5-4(3), 5-4(13).

### Doppio femminile
Gisela Dulko /  Marija Kirilenko hanno battuto in finale  Shinobu Asagoe /  María Vento-Kabchi per 7–5, 4–6, 6–3.